# Championnat de Finlande de football 1962
Navigation
Saison précédente Saison suivante
La saison 1962 du Championnat de Finlande de football était la 33e édition de la première division finlandaise à poule unique, la Mestaruussarja. Les douze meilleurs clubs du pays jouent les uns contre les autres à deux reprises durant la saison, à domicile et à l'extérieur. À la fin de la compétition, les 3 derniers du classement sont relégués et remplacés par les 3 meilleurs clubs d'Ykkonen, la deuxième division finlandaise.
C'est le Haka Valkeakoski qui remporte le titre en terminant en tête du classement, avec 5 points d'avance sur le Reipas Lahti et 6 sur le TaPa Tampere. C'est le 2e titre de champion de Finlande de l'histoire du club.
À partir de cette saison, le vainqueur de la Coupe de Finlande est également qualifié pour les compétitions européennes. Ainsi, le HPS Helsinki, vainqueur du RoPS Rovaniemi en finale de la Coupe, devient le premier club finlandais à participer à la Coupe des Coupes.

## Les 12 clubs participants
| - HPS Helsinki - MiFK Mikkeli - Promu de Ykkonen - TPS Turku - HIFK - VPS Vaasa - Promu de Ykkonen - Hangö IK - Promu de Ykkonen | - HJK Helsinki - TaPa Tampere - Haka Valkeakoski - KIF Helsinki - KuPS Kuopio - Reipas Lahti |

## Compétition

### Classement
Le barème de points servant à établir le classement se décompose ainsi :
- Victoire : 2 points
- Match nul : 1 point
- Défaite : 0 point

| Rang | Équipe           | Pts | J  | G  | N | P  | Bp | Bc | Diff |
| ---- | ---------------- | --- | -- | -- | - | -- | -- | -- | ---- |
| 1    | Haka Valkeakoski | 32  | 22 | 15 | 2 | 5  | 63 | 34 | +29  |
| 2    | Reipas Lahti     | 27  | 22 | 9  | 9 | 4  | 47 | 33 | +14  |
| 3    | TaPa Tampere     | 26  | 22 | 10 | 6 | 6  | 51 | 38 | +13  |
| 4    | MiPK Mikkeli P   | 24  | 22 | 9  | 6 | 7  | 43 | 32 | +11  |
| 5    | KuPS Kuopio      | 23  | 22 | 7  | 9 | 6  | 35 | 28 | +7   |
| 6    | HPS Helsinki C   | 23  | 22 | 8  | 7 | 7  | 41 | 42 | -1   |
| 7    | HIFK T           | 22  | 22 | 8  | 6 | 8  | 34 | 37 | -3   |
| 8    | TPS Turku        | 21  | 22 | 8  | 5 | 9  | 43 | 36 | +7   |
| 9    | KIF Helsinki     | 20  | 22 | 7  | 6 | 9  | 40 | 41 | -1   |
| 10   | VPS Vaasa P      | 18  | 22 | 7  | 4 | 11 | 23 | 37 | -14  |
| 11   | HJK Helsinki     | 16  | 22 | 6  | 4 | 12 | 33 | 57 | -24  |
| 12   | Hangö IK P       | 12  | 22 | 3  | 6 | 13 | 46 | 84 | -38  |

|  | Qualification pour la Coupe d'Europe des clubs champions 1963-1964                      |
|  | Qualification pour la Coupe des Coupes 1963-1964                                        |
|  | Relégation en deuxième division                                                         |
|  | T Tenant du titre C Vainqueur de la Coupe de Finlande P Club promu de deuxième division |

## Bilan de la saison
| Championnat de Finlande de football 1962                  |                             |
| Champion                                                  | Haka Valkeakoski (7e titre) |
| Coupes et trophées                                        |                             |
| Vainqueur de la Coupe de Finlande 1962                    | HPS Helsinki                |
| Qualifications continentales                              |                             |
| Coupe d'Europe des clubs champions 1963-1964 Premier tour | Haka Valkeakoski            |
| Coupe des Coupes 1963-1964 Premier tour                   | HPS Helsinki                |
| Promotions et relégations                                 |                             |
| Promus en Mestaruussarja                                  | Åbo IFK                     |
| Promus en Mestaruussarja                                  | KTP Kotka                   |
| Promus en Mestaruussarja                                  | VIFK Vaasa                  |
| Relégués en Ykkonen                                       | VPS Vaasa                   |
| Relégués en Ykkonen                                       | HJK Helsinki                |
| Relégués en Ykkonen                                       | Hangö IK                    |